# コート対カントリ

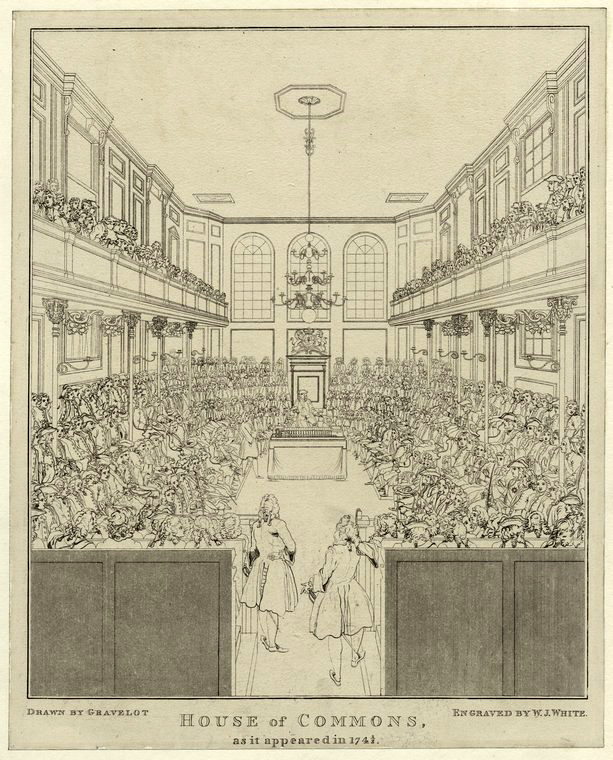
イギリスの下院(1741年)

コート(court)は宮廷を意味し、カントリ(country)は在野・地方を意味する。コート対カントリは、清教徒革命以降のイギリス議会の対立軸を説明する方法のひとつとして提唱されている。コート勢力は官僚・王室とパイプを保つことによって聖俗の官職（閑職とも）、年金などを取得し、いっぽうカントリ勢力は土地を所有するジェントリではあるが宮廷の恩恵には与れなかった。この対立概念は歴史上のいくつかの事象を説明するのに有効とされる。しかしウィッグ対トーリ、ネーミア史学などの政治概念・理論も提唱されており、この便法によってすべてを説明することはできない。

## コート対カントリによって説明されうる事象
- 清教徒（ピューリタン）革命では、国王大権の恣意的な行使によって恩恵に浴する議員と疎外された議員とに分かれ、それがコート対カントリの対立を生み、カントリが政権に叛旗を翻し、国王処刑に及んだという点から説明できる。
- ウォルポールの平和の時代では、ウォルポールによって大々的に買収、閑職の配分が行われ、圧倒的なコート勢力を形成した。こうした利権から自由だったカントリ側は、政治・宮廷の腐敗、「重税の元凶」となっている閑職の存在をきびしく攻撃した。